# Pristimantis leucopus
Pristimantis leucopus är en groddjursart som först beskrevs av Lynch 1976.  Pristimantis leucopus ingår i släktet Pristimantis och familjen Strabomantidae. IUCN kategoriserar arten globalt som otillräckligt studerad. Inga underarter finns listade i Catalogue of Life.